# Medvetalp
A medvetalp (Heracleum) a zellerfélék (Apiaceae) családjának egyik nemzetsége, melybe kétéves vagy évelő lágy szárú növények tartoznak. A medvetalpak nagy termetű (akár több méter magas) növények, leveleik összetettek és akár 1 méter nagyságúak is lehetnek, összetett ernyős virágzatukat pedig fehér vagy rózsaszínes virágok alkotják.

## Elterjedése
Leginkább az északi félgömb mérsékelt övében élnek, de kevés faj előfordul trópusi Afrika magashegységeiben is. Eurázsiai elterjedési területük központja Délnyugat-Ázsia, India és Közép-Ázsia hegyvidéki területein található. Európában két, egymástól jól megkülönböztetett faj (a Heracleum austriacum L. és a H. minimum Lam.), illetve a változatos megjelenésű H. sphondylum L. faj őshonos, míg Észak-Amerikában csupán egy faj (a H. lanatum Michx.).
Magyarországon a Heracleum sphondylium és annak tőfaja, a közönséges medvetalp (H. s. subsp. sphondylium) őshonos, de az utóbbi években kezd terjedni két invazív és nagyon mérgező faj, a kaukázusi medvetalp (Heracleum mantegazzianum), illetve a Szosznovszkij-medvetalp (Heracleum sosnowskyi). Utóbbi kettő minden része mérgező: a növényhez érve bőrünkre mérgező anyagok kerülnek, melyek hatására az égési sérülésekhez hasonló hólyagosodás, rosszabb esetben maradandó és érzékeny hegek alakulnak ki, szembe kerülve pedig akár átmeneti vagy végleges vakságot is okozhatnak. Mindenképpen javasolt orvoshoz fordulni. A mérgező anyagok hatását erősíti, ha közben napfény éri az érintett bőrfelületet.

## Fajai

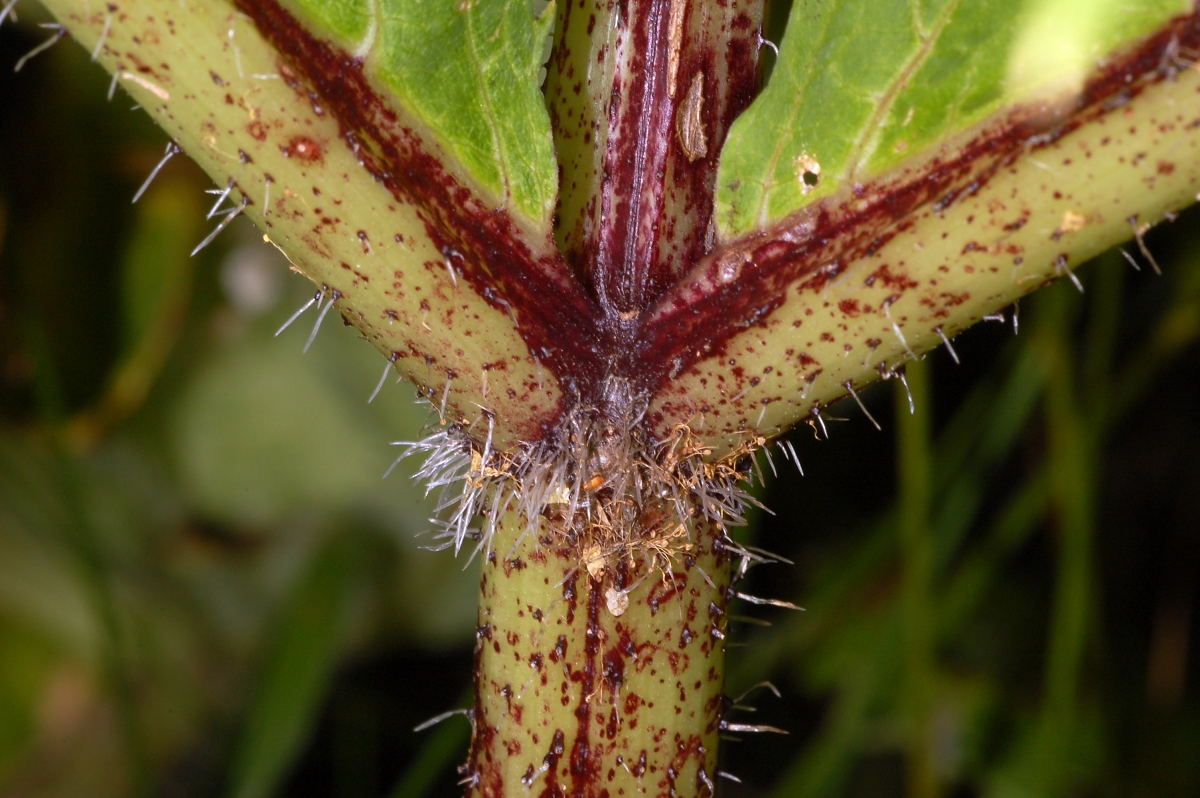
A kaukázusi medvetalp szára serteszőrös, barázdált, felső részében ágas. A növény érintése után akár 48-72 óra után is kialakulhatnak a bőrtünetek, ezért alaposan, szappanos vízzel kell lemosni a növénnyel kapcsolatba került bőrfelületet, s orvoshoz kell fordulni

Az alábbi lista a The Plant List adatbázisában érvényesnek jelölt nevek, illetve a Magyarországon elfogadottnak tekintett nevek alapján készült, de vélhetően nem teljes:
- Heracleum abyssinicum (Boiss.) C.Norman
- Heracleum aconitifolium Woronow
- Heracleum albovii Manden.
- Heracleum austriacum L.Heracleum austriacumnak egy rózsaszín virágú délkelet-alpoki endemikus alfaja.

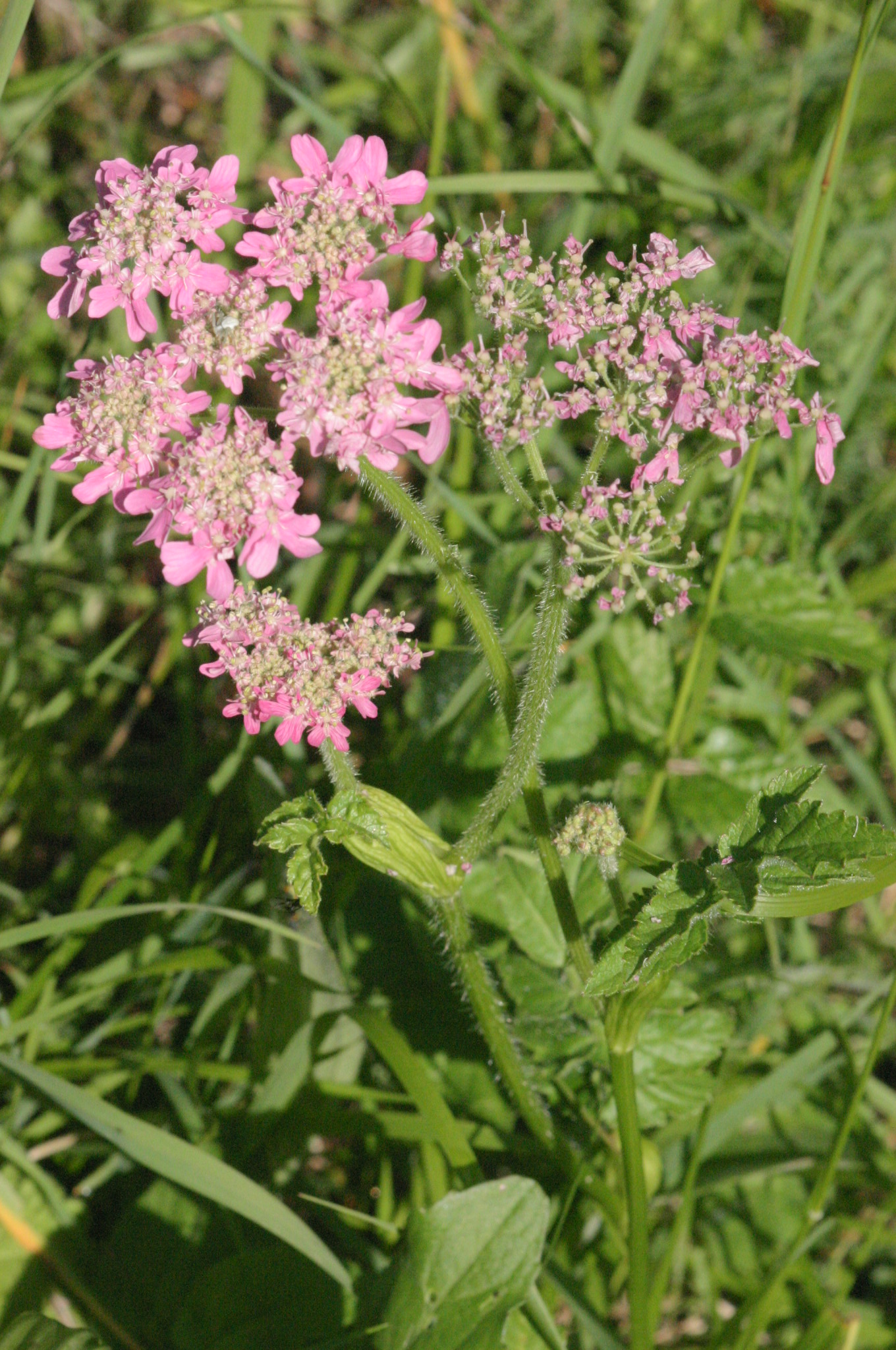
Heracleum austriacumnak egy rózsaszín virágú délkelet-alpoki endemikus alfaja.

  - Heracleum austriacum subsp. siifolium (Scop.) Nyman
- Heracleum barmanicum Kurz
- Heracleum bivittatum H.Boissieu
- Heracleum cachemiricum C.B.Clarke
- Heracleum candicans Wall. ex DC.
- Heracleum candicans var. obtusifolium (Wall. ex DC.) F.T.Pu et M.F.Watson
- Heracleum canescens Lindl.
- Heracleum carpaticum Porc. – kárpáti medvetalp[1]
- Heracleum cyclocarpum C.Koch
- Heracleum dissectifolium K.T.Fu
- Heracleum elgonense (H.Wolff) Bullock
- Heracleum fargesii H.Boissieu
- Heracleum forrestii H.Wolff
- Heracleum franchetii M.Hiroe
- Heracleum grande (Dalzell et A.Gibson) Mukhop.
- Heracleum hemsleyanum Diels
- Heracleum henryi H.Wolff
- Heracleum kingdonii H.Wolff
- Heracleum lanatum Michx. – gyapjas medvetalp[1]
- Heracleum lehmannianum Bunge – közép-ázsiai medvetalp[1]
- Heracleum ligusticifolium M.Bieb.
- Heracleum mantegazzianum Sommier et Levier – kaukázusi medvetalp[1]
- Heracleum maximum W.Bartram
- Heracleum millefolium Diels
  - Heracleum millefolium var. longilobum C.Norman
- Heracleum minimum Lam. – törpe medvetalp[1]
- Heracleum moellendorffii Hance
  - Heracleum moellendorffii var. subbipinnatum (Franch.) Kitag.
- Heracleum nepalense D.Don
- Heracleum nyalamense Shan et T.S.Wang
- Heracleum olgae Regel et Schmalh.
- Heracleum oreocharis H.Wolff
- Heracleum orphanidis Boiss.
- Heracleum pastinacifolium C.Koch
- Heracleum persicum Desf. ex Fisch, C.A.Mey et Avé-Lall. – perzsa medvetalp[1]Perzsa medvetalp (Tromsø, Norvégia)
- Heracleum pinnatum C.B.Clarke

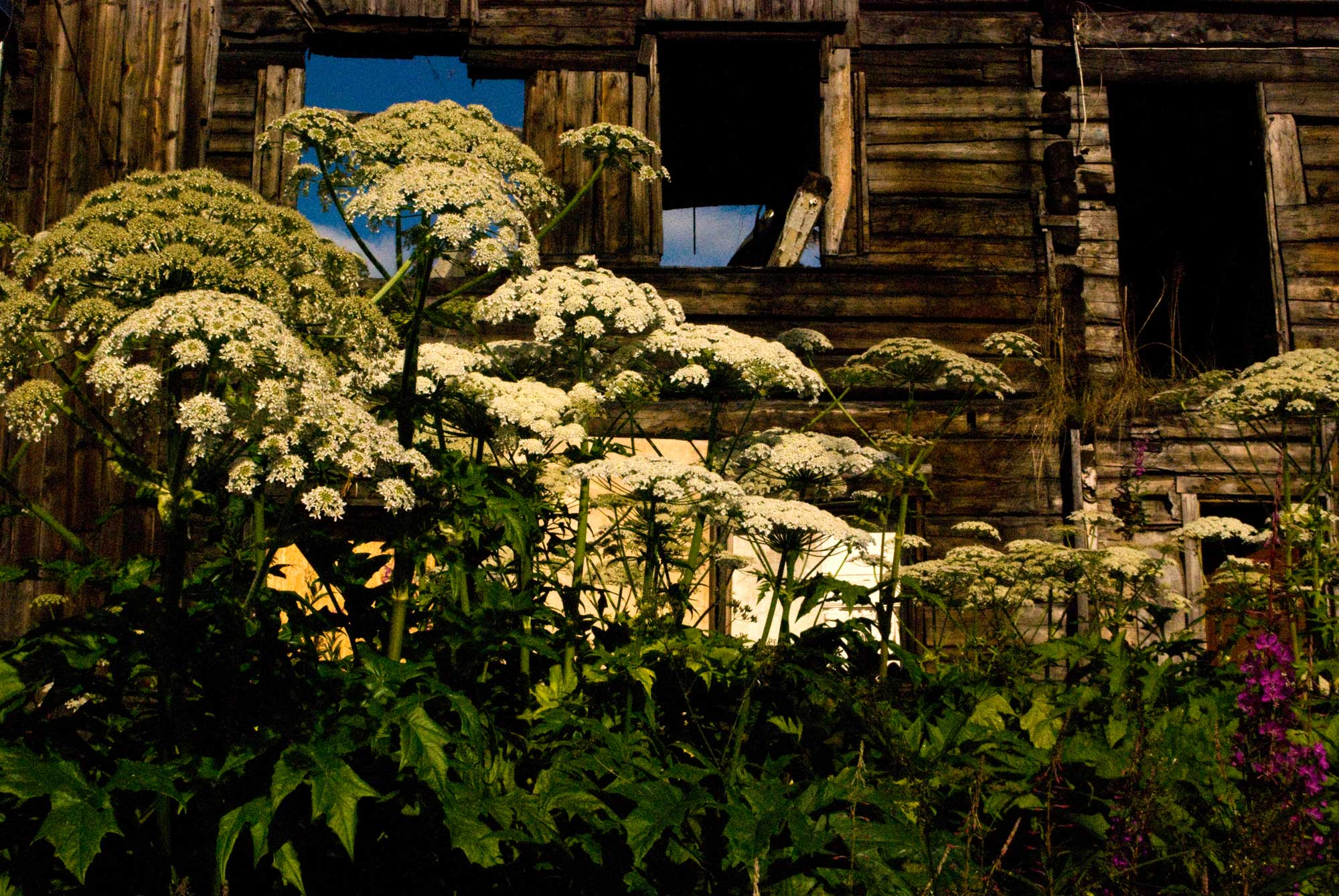
Perzsa medvetalp (Tromsø, Norvégia)

- Heracleum pubescens (Hoffm.) M.Bieb.
- Heracleum rapula Franch.
- Heracleum scabridum Franch.
- Heracleum sosnowskyi Manden. – Szosznovszkij-medvetalp (Sosnowsky-medvetalp)[8]
- Heracleum souliei H.Boissieu
- Heracleum sphondylium L.
  - Heracleum sphondylium var. akasimontanum (Koidz.) H.Ohba

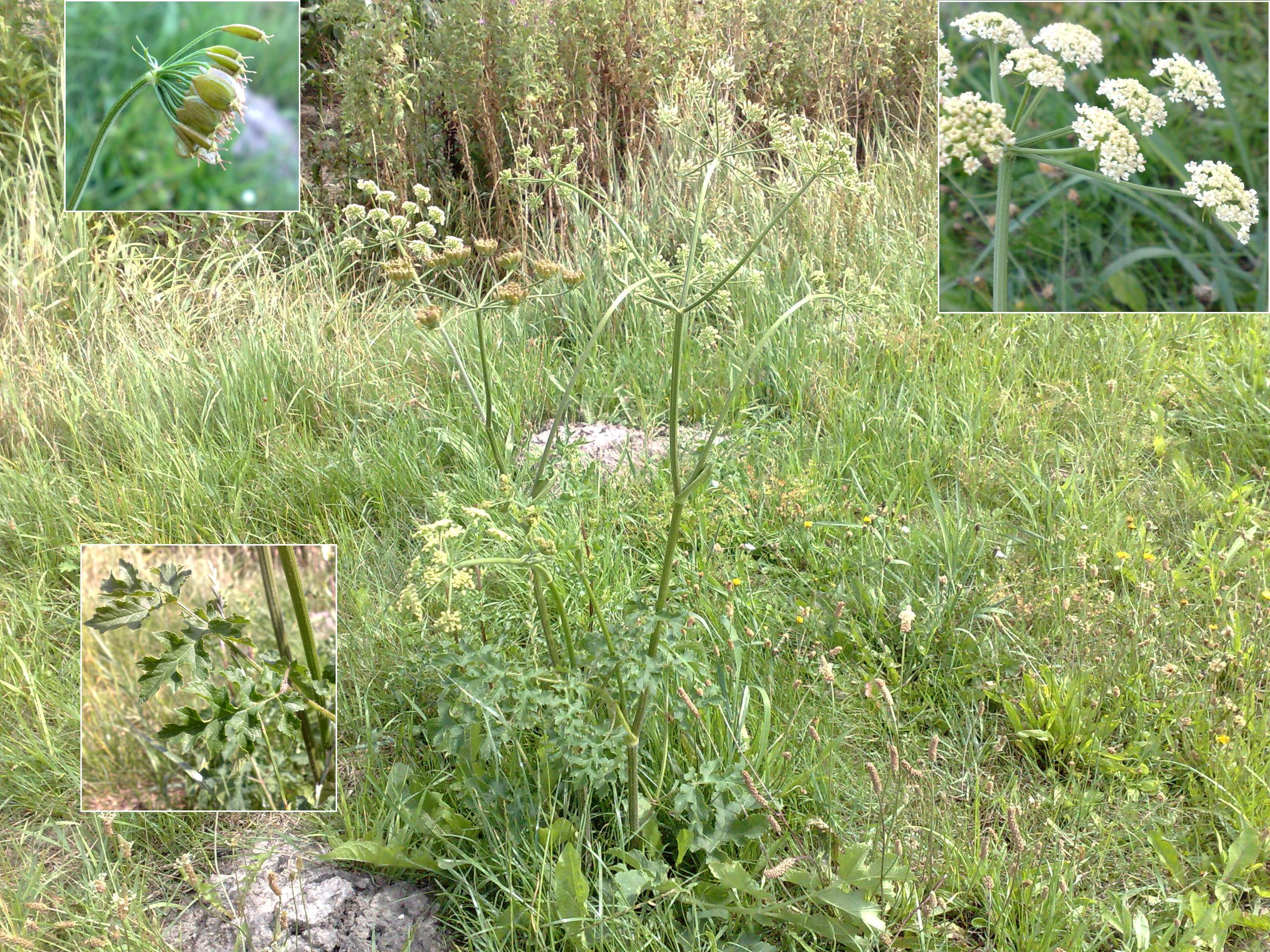
Közönséges medvetalp (Németország)

  - Heracleum sphondylium subsp. algeriense (Coss. ex Batt. et Trab.) Dobignard
  - Heracleum sphondylium subsp. alpinum (L.) Bonnier et Layens – alpesi medvetalp, havasi medvetalp[1]
  - Heracleum sphondylium subsp. aurasicum (Maire) Dobignard
  - Heracleum sphondylium subsp. chloranthum – sárgászöld medvetalp[1]
  - Heracleum sphondylium subsp. embergeri Maire
  - Heracleum sphondylium subsp. granatense (Boiss.) Briq.
  - Heracleum sphondylium subsp. montanum (Schleich. ex Gaudin) Briq. (syn.: Heracleum montanum, Heracleum sphondylium subsp. elegans) – hegyi medvetalp, kecses medvetalp[1]
  - Heracleum sphondylium subsp. nipponicum (Kitag.) H.Ohba
  - Heracleum sphondylium subsp. orsinii (Guss.) H.Neumayer
  - Heracleum sphondylium subsp. pyrenaicum (Lam.) Bonnier et Layens (syn.: Heracleum pyrenaicum) – pireneusi medvetalp[1]
  - Heracleum sphondylium subsp. sibiricum (L.) Simonk. (syn.: Heracleum sibiricum, Heracleum sphondylium subsp. flavescens – zöldes medvetalp[1]
  - Heracleum sphondylium subsp. sphondylium – közönséges medvetalp[1]Közönséges medvetalp (Németország)
  - Heracleum sphondylium subsp. suaveolens (Litard. et Maire) Dobignard
  - Heracleum sphondylium subsp. ternatum (Velen.) Brummitt
  - Heracleum sphondylium subsp. trachycarpum – serteszőrű medvetalp[1]
  - Heracleum sphondylium subsp. transsilvanicum (Schur) Brummitt (syn.: Heracleum transsilvanicum, Heracleum palmatum) – erdélyi medvetalp[1]
  - Heracleum sphondylium subsp. trifoliolatum (Blanch.) Kerguélen
  - Heracleum sphondylium subsp. tsaurugisanense (Honda) H.Ohba
  - Heracleum sphondylium subsp. verticillatum (Pančić) Brummitt

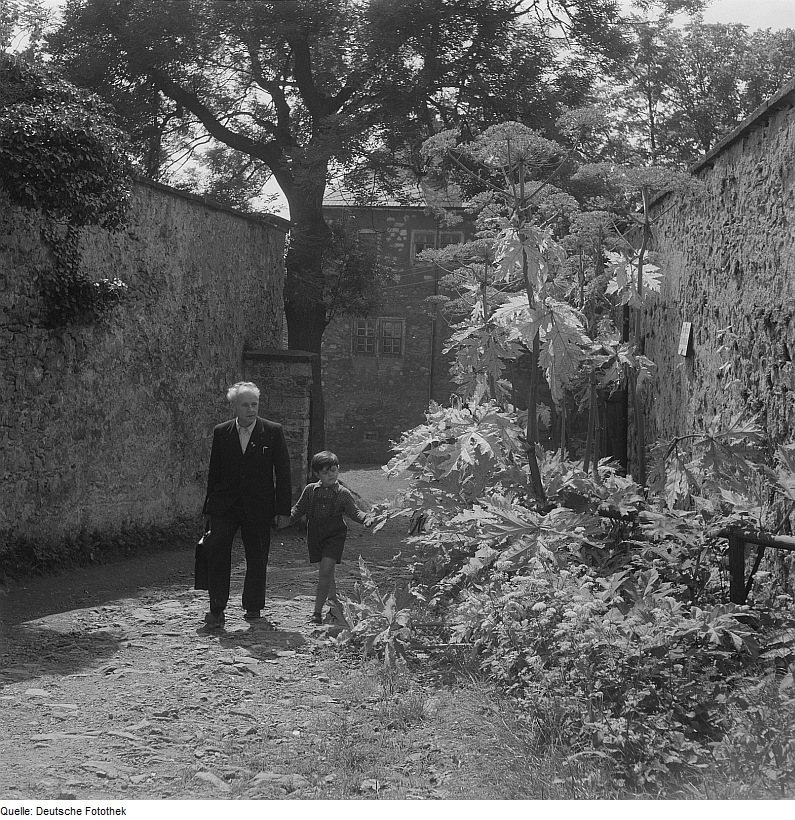
Egy óriásra nőtt medvetalp (~1945.) (A Deutsche Fotothek képarchivimából)

- Heracleum stenopteroides Fedde ex H.Wolff
- Heracleum stenopterum Diels
- Heracleum stevenii Manden. – óriás medvetalp[1]
- Heracleum subtomentellum C.Y.Wu et M.L.Sheh
- Heracleum taylorii C.Norman
- Heracleum tiliifolium H.Wolff
- Heracleum vicinum H.Boissieu
- Heracleum wenchuanense F.T.Pu et X.J.He
- Heracleum wolongense F.T.Pu et X.J.He
- Heracleum xiaojinense F.T.Pu et X.J.He
- Heracleum yungningense Hand.-Mazz.
- Heracleum yunnanense Franch.